# ムィタイーウカ
ムィタイーウカ（ウクライナ語：Митаї́вка；意訳：「ムィターイの村」）は、ウクライナのキーウ州ビーラ・ツェールクヴァ地区にある村。面積は約1.7km²（2005年）。人口は221人（2025年）。古名はロメリーウカ（Ромелівка）、マフヌィー（Махни ）。